# Knocked Out Loaded
Albums de Bob Dylan
Biograph
(1985) Down in the Groove
(1988)
Knocked Out Loaded est un album de Bob Dylan sorti en 1986.

## Historique
Dans la lignée d'Empire Burlesque, cet album passe relativement inaperçu dans la discographie de Dylan. Le chanteur a collaboré avec quelques artistes renommés, notamment Tom Petty et Dave Stewart. Knocked Out Loaded est considéré par de nombreux fans comme étant son moins bon album. L'album est très court (35 minutes). Il emprunte son titre à "Junco Partner", un standard de jazz New Orleans. Le disque déçoit et ne se place pas dans le Top 50 américain.

## Titres
| 1.    | You Wanna Ramble                 | Little Junior Parker     | 3:14  |
| 2.    | They Killed Him                  | Kris Kristofferson       | 4:00  |
| 3.    | Driftin' Too Far From Shore      | Dylan                    | 3:39  |
| 4.    | Precious Memories (traditionnel) |                          | 3:13  |
| 5.    | Maybe Someday                    | Dylan                    | 3:17  |
| 6.    | Brownsville Girl                 | Dylan/Sam Shepard        | 11:00 |
| 7.    | Got My Mind Made Up              | Dylan/Tom Petty          | 2:53  |
| 8.    | Under Your Spell                 | Dylan/Carole Bayer Sager | 3:55  |
| 36:11 |                                  |                          |       |

## Musiciens
- Mike Berment – steel drums
- Clem Burke – batterie
- T-Bone Burnett – guitare
- Mike Campbell – guitare
- Steve Douglas – saxophone
- Bob Dylan – guitare, harmonica, claviers, chant
- Howie Epstein – basse
- Anton Fig – batterie
- Milton Gabriel – steel drums
- Don Heffington – batterie
- Ira Ingber – guitare
- James Jamerson, Jr. – basse
- Phil Jones – congas
- Al Kooper – claviers
- Stan Lynch – batterie
- Steve Madaio – trompette
- John McKenzie – basse
- Vince Melamed – claviers
- Larry Meyers – mandoline
- John Paris – basse
- Bryan Parris – steel drums
- Al Perkins – steel guitare
- Tom Petty – guitare
- Raymond Lee Pounds – batterie
- Vito San Filippo – basse
- Carl Sealove – basse
- Patrick Seymour – claviers
- Jack Sherman – guitare
- Maia Smith – chant
- Dave Stewart – guitare
- Benmont Tench – claviers
- Ronnie Wood – guitare

### Chœurs
Peggie Blu – Majason Bracey – Carolyn Dennis – Lara Firestone – Keysha Gwin – Muffy Hendrix – April Hendrix-Haberlan – Dewey B. Jones II – Queen Esther Marrow – Larry Mayhand – Angel Newell – Herbert Newell – Crystal Pounds – Madelyn Quebec – Daina Smith – Medena Smith – Chyna Wright – Elesecia Wright – Tiffany Wright – Annette May Thomas – Damien Turnbough.